# Medelhavsmuseet
Das Medelhavsmuseet (Mittelmeermuseum) ist ein Museum in Stockholm. Seine archäologisch und kulturhistorisch ausgerichtete Sammlung besteht aus Funden aus den Ländern des Mittelmeerraumes und des Nahen Ostens.

## Sammlung

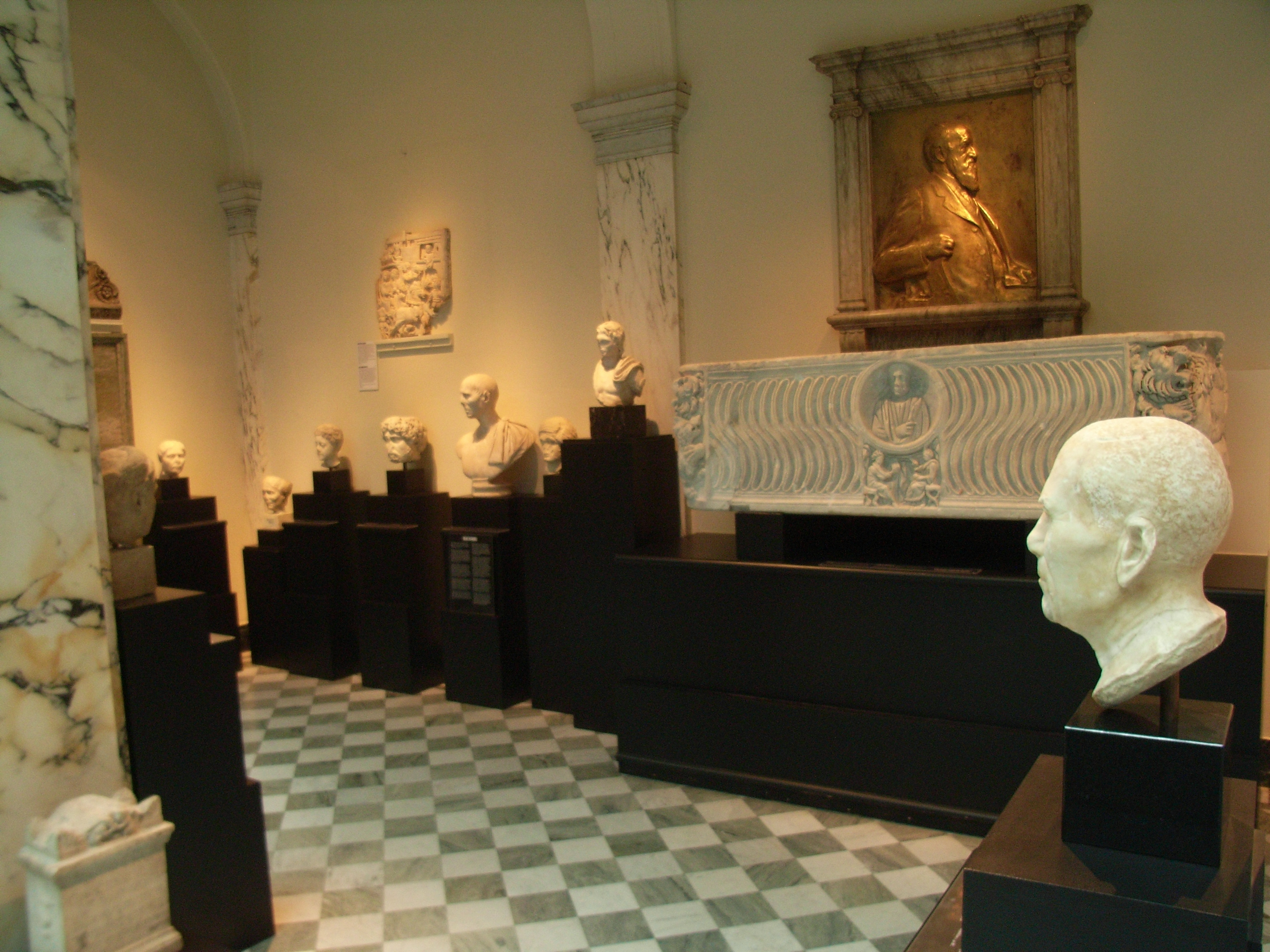
Römische Kunst im Medelhavsmuseet

Das Sammelgebiet des Medelhavsmuseet erstreckt sich über den gesamten Mittelmeerraum und den Nahen Osten. Ausgestellt sind Funde von der Vorgeschichte bis in die frühe christliche bzw. islamische Zeit. Bedeutende Sammlungen sind die Sammlung griechischer und römischer Kunst, die ägyptische Sammlung und die Ausstellung islamischer Kultur des 7. bis 19. Jahrhunderts. Die Sammlung zypriotischer Kunst ist die umfangreichste außerhalb Zyperns.

## Geschichte
Das Medelhavsmuseet wurde 1954 gegründet, indem die seit 1928 existierende Sammlung ägyptischer mit der Sammlung zypriotischer Kunst zusammengeführt wurde. Die ägyptischen Funde stammten teils aus Privatsammlungen, teils wurden sie von der Regierung Ägyptens gekauft. Die zypriotischen Funde stammen überwiegend aus den von Einar Gjerstad geleiteten Ausgrabungen der 1920er und 1930er Jahre. König Gustav VI. Adolf förderte die Gründung des Museums. 1982 wurden die Räume in der Fredsgatan bezogen.

## Gebäude
Ursprünglich stand an der Stelle des heutigen Museums der Palast des Feldherrn Gustaf Horn, von dem Teile bis heute erhalten sind. Später wurde das Gebäude von einer Bank erworben und 1905 durch den Architekten Rudolf Arborelius umgebaut. Als Inspiration für die klassizistische Innenarchitektur diente der Palazzo Bevilaqua in Bologna.